# Орден Хосе Марті
Орден Хосе Марті — один з найвищих орденів республіки Куба. Орден заснований у 1972 р. (Закон № 1239 від 2 грудня 1972 р.). Входження до нагородної системи підтверджено декретом-законом № 30 Державної ради Республіки Куба «Про нагороди, почесні звання і відзнаки» від 10.12.1979 р.
Національний орден Хосе Марті вручається кубинським та іноземним громадянам, главам держав і урядів за великі досягнення в справі забезпечення миру і гуманізму, за особливий внесок у розвиток освіти, культури, науки та спорту, а також за видатні заслуги у творчій праці.

## Кавалери ордена
- Ніколае Чаушеску
- Кім Ір Сен
- Леонід Ілліч Брежнєв
- Войцех Ярузельський
- Цеденбал Юмжаґійн
- Войцех Ярузельський
- Ху Цзіньтао
- Нгуєн Мінь Чієт
- Олександр Лукашенко
- Уго Чавес
- Віктор Янукович
- Володимир Путін
- Фідель Кастро